# Fonds de stabilisation des échanges
Le Fonds de stabilisation des échanges (Exchange Stabilization Fund) est un fonds de réserve d'urgence du département du Trésor des États-Unis, normalement utilisé pour les interventions sur le marché des changes. Cet arrangement (plutôt que d'avoir la banque centrale qui intervient directement) permet au gouvernement américain d'influer sur les taux de change sans affecter l'offre de monnaie domestique.
En Octobre 2009, ce fonds de stabilisation détenait un actif de 105 milliards de dollars, dont 58,1 milliards de dollars en droits de tirage spéciaux du Fonds monétaire international.